# Foton Gratour im8
Der Foton Gratour im8 ist ein Van der Marke Foton. Hersteller ist Beiqi Foton Motor. Der Siebensitzer kam im November 2016 auf den chinesischen Markt. Dort konkurriert der Van insbesondere mit dem erfolgreichen Baojun 730. Die Abmessungen entsprechen mit einer Länge von 4,73 m und einer Breite von 1,81 m in etwa denen des 730.

## Technische Daten
Antriebsseitig steht ein 85 kW (116 PS) starker 1,5-Liter-Ottomotoren zur Verfügung, ein Automatikgetriebe ist nicht verfügbar.
|                                             | 1.5                           |
| Bauzeitraum                                 | 11/2016–09/2018               |
| Motorkenndaten                              |                               |
| Motortyp                                    | Reihen-Vierzylinder-Ottomotor |
| Motoraufladung                              | —                             |
| Hubraum                                     | 1498 cm³                      |
| max. Leistung bei min−1                     | 85 kW (116 PS) / 6000         |
| max. Drehmoment bei min−1                   | 150 Nm                        |
| Kraftübertragung                            |                               |
| Antrieb, serienmäßig                        | Vorderradantrieb              |
| Getriebe, serienmäßig                       | 5-Gang-Schaltgetriebe         |
| Messwerte                                   |                               |
| Höchstgeschwindigkeit                       | 160 km/h                      |
| Beschleunigung, 0–100 km/h                  | 16,4 s                        |
| Kraftstoffverbrauch auf 100 km (kombiniert) | 6,6 l Super                   |
| Tankinhalt                                  | 55 l                          |